# Nancy Cárdenas
Nancy Cárdenas (29 tháng 5 năm 1934 – 23 tháng 3 năm 1994) là diễn viên, nhà thơ, nhà văn và nhà nữ quyền người Mexico. Bà là nhà viết kịch và là một trong những người Mexico đầu tiên tuyên bố công khai đồng tính luyến ái.

## Giáo dục
Cárdenas sinh ra ở Parras de la Fuente, Coahuila, Mexico. Bà có bằng Tiến sĩ triết học và bưu chính tại Đại học Tự trị Quốc gia Mexico, học ngành sân khấu và điện ảnh tại trường Đại học Yale ở Hoa Kỳ và tham gia các khóa học về ngôn ngữ và văn hóa Ba Lan tại Łódź.

## Sự nghiệp
Nancy Cárdenas làm phát thanh viên ở tuổi 20, sau đó làm nữ diễn viên sân khấu. Trong những năm 50 của thế kỉ XX, bà tham gia chương trình đọc sách mang tên Poesía en Voz Alta ("Đọc Thơ thành tiếng", đạo diễn Héctor Mendoza).
Trong những năm 60, bà chuyển sang viết kịch. Bà viết kịch độc thoại, El cántaro seco (Chiếc bình rỗng), và bắt đầu làm nhà báo cho tạp chí, viết bài cho chuyên mục văn hóa của nhiều tờ báo.
Năm 1970, bà là đạo diễn kịch. Một trong những vở kịch bà đạo diễn là vở El efecto de los rayos gamma sobre las caléndulas (Tác dụng tia Gamma lên Cúc vạn thọ). Vở kịch này đã giành giải thưởng Hiệp hội Phê bình Kịch. Bà đạo diễn nhiều vở kịch thành công, mang ý nghĩa chính trị sâu sắc. Bà cũng cống hiến hết mình cho phim ảnh: cùng với Carlos Monsiváis, bà viết kịch bản phim tài liệu México de mis amores. Cũng chính bộ phim này bà đã đạo diễn và được trình chiếu ở rạp chiếu phim vào năm 1979.
Từ năm 1980, bà dành thời gian để viết kịch và làm thơ. Bà mất tại Mexico City ngày 23 tháng 3 năm 1994 do bị ung thư vú.

## Giới tính
Ở tuổi 39, Cárdenas là người đồng tính nữ đầu tiên tuyên bố công khai trên truyền hình ở Mexico khi xã hội Mexico lúc đó đang nóng lên về sự việc một nhân viên đồng tính bị sa thải. Vào thập niên 70, bà là người tiên phong trong phong trào giải phóng người đồng tính ở Mexico. Bà đã nhắc đến phong trào này trong nhiều cuộc phỏng vấn trên truyền hình.
Năm 1974, bà là người đầu tiên sáng lập ra tổ chức bảo vệ quyền của người đầu tính: Mặt trận giải phóng người đồng tính (FLH) và bà là người tham gia tích cực. Là một chuyên gia về nữ quyền và tình dục học, bà tổ chức nhiều hội nghị, hội thảo và nhiều cuộc phỏng vấn truyền hình trong nước và quốc tế về chủ đề này. Năm 1975, cùng với Carlos Monsiváis, bà viết Tuyên ngôn bảo vệ người đồng tính ở Mexico. Ngày 2 tháng 10 năm 1978, tại cuộc diễu hành về vụ thảm sát Tlatelolco, bà đã đứng đầu cuộc diễu hành, giơ cao biểu ngữ "gay pride" tại quảng trường Plaza de las Tres Culturas.
Để vinh danh bà, một trung tâm dành cho các hoạt động đồng tính luyến ái đã được xây dựng. Đó là Trung tâm Lưu trữ Lịch sử, Tài liệu về Người đồng tính nữ tại Mỹ-Latinh và Mexico (CDAHL).

## Tác phẩm

### Phim
- México de mis amores (1979) (quay phim, đạo diễn với Carlos Monsiváis)

### Lịch
- El cántaro seco (Chiếc thùng rỗng)
- Y la maestra bebe un poco
- Los chicos de la banda de Matt Crowley (phiên bản phim Boys in the Band của Matt Crowley)
- Cuarteto (Bộ tứ)
- Misterio bufo (Bí ẩn của Bufo)
- La hiedra (Cây thường xanh)
- La casa de muñecas de Henrik Ibsen (Nhà búp bê của Henrik Ibsen)
- El pozo de la soledad de Radclyffe Hall (Giếng cô đơn của Radclyffe Hall)[3]
- Sida.... así es la vida (AIDS.... một cuộc đời)

### Thơ
- Cuaderno de amor y desamor (1968-1993) (Cuốn sách tình yêu và thù hận)